# Malpighia cnide
Malpighia cnide är en tvåhjärtbladig växtart som beskrevs av Spreng.. Malpighia cnide ingår i släktet Malpighia och familjen Malpighiaceae. Inga underarter finns listade i Catalogue of Life.